# Лазар 3
Лазар 3 је оклопни транспортер. Уведен је у наоружање и опрему Војске Србије 2018. године као донација произвођача. Осмишљен је у компанији Југоимпорт-СДПР у Великој Плани.

## Развој прототипа
Још током разбијања СФР Југославије и ратова 1990-их уочен је недостатак војних возила и борбених возила пешадије са високим нивоима балистичке заштите отпорних на пушчану муницију различитог калибра, гранате и мине.
На конструкционом развоју модела предузеће Југоимпорт-СДПР започело је још 2008. године када је функционални модел „Лазар БВТ" први пут приказан јавности на сајму наоружања и војне опреме у Београду „Партнер" 2009. године. Упоредо са бројним промоцијама овог модела у Југоимпорту су радили на унапређеној верзији прототипа „Лазар 2" који је јавност први пут приказан на „Партнеру" 2013. године. Након бројних испитивања и побољшања одлучено је да се се крене у израду „нулте серије" под називом „Лазар 3" која је свечано предата Војсци Србије у децембру 2018. године.

## Конструкција
Погонска група од свих осам точкова 8x8 поседује независно вешање и обезбеђују висок степен мобилности возила. Све осовине су погонске док су прве две управљачке.
Возило је опремљено са 3 перископа за командира и возача, такође поседује бочна врата која служе за улазак и излазак возача и командира, чланови посаде у задњем делу имају излаз у виду аутоматске хидрауличне рампе, рампа се може активирати из простора возача као и дугметом у простору посаде. И возач и командир имају поклопац изнад својих простора. Поклопац возача се забрављује у три положаја од којих један служи за вожњу при отвореном поклопцу. Може бити масе од 24 до 28 тона, у зависности од задатка, наоружања и типа заштите. Возило је опремљено системом продужене мобилности који у случају оштећења гума омогућава наставак кретања брзинама до 50 km/h.

### Подсистеми возила
Кључни елементи на возилу Лазар 3 састоје се од увозних компонената, попут америчког мотора марке CUMMINS ISM500 500 КС, увозне трансмисије, односно мењача амерички фирме марке ALLISION 4500 SP, независно вешање увезено је од ирске фирме "Timoney" модел Т900. Од увозних делова поседује системе попут:
кочионог система, управљачког, хидрауличног електричног. Такође поседује вентилацију, климатизацију, АБХО заштиту.
Може се опремити додатном опремом као што је: Систем за аутоматско гашење пожара, централни систем за надувавање гума (CTIS), витло 10 t, систем за интерну комуникацију, видео систем ВОЗИЛА.
Предвиђено главно наоружање планирано је такођер из увоза, а чинила би га даљински управљиве руске борбене куполе, док се само израда оклопног тела и састављање врши у домаћој радиности у фабрици Борбени сложени системи у Великој Плани .

### Заштита-Оклоп
Балистичка заштита са свих страна возила је Ниво 3 „Stanag 4569", са предње стране возила Ниво 3+ „Stanag 4569". Војска Србије и Жандармерија имају Ниво 3 „Stanag", односно оклоп штити од калибра 7.62mm и до 8 kg ТНТ-а.
Поседује високо софистицирану, модуларну балистичку заштиту. Оклопно тело је израђено од панцирног челика и обезбеђује могућност уградње spall liner-а, за заштиту од крхотина. Примењена балистичка заштита даје могућност адаптације нивоа заштите до нивоа специфичних потреба корисника. Обезбеђена је могућност примене најсавременијих технологија у области балистичке заштите током целокупног животног века возила. Основа возила обезбеђује два нивоа заштите од мина.

#### Основна заштита
- Балистичка заштита са свих страна возила (Ниво ).
- Балистичка заштита са предње стране возила (Ниво ).
- Противминска заштита (Нивои 3a и 3b STANAG 4569).

#### Додатна побољшана заштита
Лазар 3 пошто је модуларно борбено возило има ту могућност модуларне заштите, односно уградње додатне побољшане заштите на захтев будућих купца (корисника). Унапређене заштите као што су:
- Балистичка заштита са свих страна возила (Ниво )
- Балистичка заштита са предње стране возила (Ниво )

## Наоружање
Може бити опремљен различитим врстама наоружања попут:
- Даљинско управљиве борбене станице (ДУБС) 12,7 мм
- Даљинско управљиве борбене станице (ДУБС) 20/3 мм "Кербер"
- Аутоматског топа 2А42 30 мм.
- Аутоматског топа 32В01 30 мм
- Два аутоматска топа Прага 30мм и 4 лансера против-оклопних ракета "НОВА"

Опремљен је са 4-6 димна лансера.
Број чланова посаде зависи од задатка и наоружања којим је возило опремљено. Када возило има ДУБС 12,7 мм број чланова посаде је 12 (командир, возач, нишанџија + 9 чланова). У случају уградње куполе број чланова посаде се смањује за један (командир, возач, нишанџија + 8 чланова).
Возило такође поседује и пушкарнице које омогућавају да војници који се возе дејствују из стрељачког наоружања на потенцијалне претње и помогну визуелним уочавањем. Пушкарнице су заштићене балистичким стаклом.

## Корисници
- Србија — Жандармерија (Србија) – 30 возила.
- Србија — Војска Србије[3] – 60 возила. Најављено даље наоружавање војске возилом Лазар-3.
- Туркменистан – За сада непозната количина купљена 2020/21. године. Прва два возила испоручена средином 2021. године.

## Упоредива оклопна возила
- АСЛАВ -  Аустралија
- Боксер -  Немачка/ Велика Британија/ Холандија
- Бумеранг БВП -  Русија
- Барис -  Казахстан/ Јужна Африка
- ВБЦИ -  Француска
- Еитан -  Израел
- ЗБЛ - 08 -  Кина
- Лав 6.О -  Канада
- Отокар Арма -  Турска
- Пандур II -  Аустрија
- Патрија AMV XP -  Финска
- Пирана -  Швајцарска
- Саур 2 -  Румунија
- Страјкер -  САД
- Терекс ICV -  Сингапур
- Type 96  Јапан
- Фрециа ICV -  Италија